# Ёжиков, Иван Иванович
Ива́н Ива́нович Ёжиков (1893, Москва — 17 октября 1941, там же) — русский учёный, энтомолог.

## Биография
Родился в 1893 году в Москве. В 1912 году окончил среднюю школу[уточнить], в 1917 — естественное отделение физико-математического факультета Московского императорского университета; доктор биологических наук. Был оставлен после окончания университета при кафедре зоологии «для приготовления к профессорскому званию». В 1928 году получил звание доцента, а в 1935  — звание профессора. Тогда же в 1935 году была присуждена степень доктора биологических наук без защиты диссертации. Старший научный сотрудник лаборатории морфологии беспозвоночных Института морфологии животных имени А. Н. Северцова АН СССР..
Преподавал в Московском университете и в 1930-1933 годах в Зооветеринарном институте, там он заведывал кафедрой общей биологии. Научные исследовани Ёжиков проводил в Московском университете (1917-1928 ) и в Институте Эволюционной морфологии им. Северцова.
Разработал концепцию эмбрионального развития (теория Ёжикова-Берлезе).

## Работы
- О полиморфной изменчивости стазы рабочих у муравьев / И. И. Ежиков и П. А. Новиков ; О полиморфных изменениях величины тела у муравьев / И. И. Ежиков. — Вологда : Северный печатник, 1926. — 61 с.; 23 см. — (Труды Государственного Тимирязевского научно-исследовательского института. Отделение биологических факторов социальных явлений. Серия I. Отдел IV; вып. 1).
- Метаморфоз насекомых / И. И. Ежиков ; Государственный Тимирязевский научно-исследовательский институт изучения и пропаганды естественно-научных основ диалектического материализма. — Москва : Государственный Тимирязевский научно-исследовательский институт, 1929. — 52 с.
- Беккер З. Г., Ежиков И. И., Левинсон Л. Б., Парамонов А. А. Курс зоологии Т. 1, М.: Учпедгиз, 1938.